# Bodegas Torres
Bodegas Torres est une société fondée en 1870 en Espagne par Jaime Torres située à Pacs del Penedès, à proximité de Vilafranca del Penedès, où se trouve son siège social.

## Historique
La famille est membre fondateur des Primum Familiæ Vini.

## Domaines en Espagne

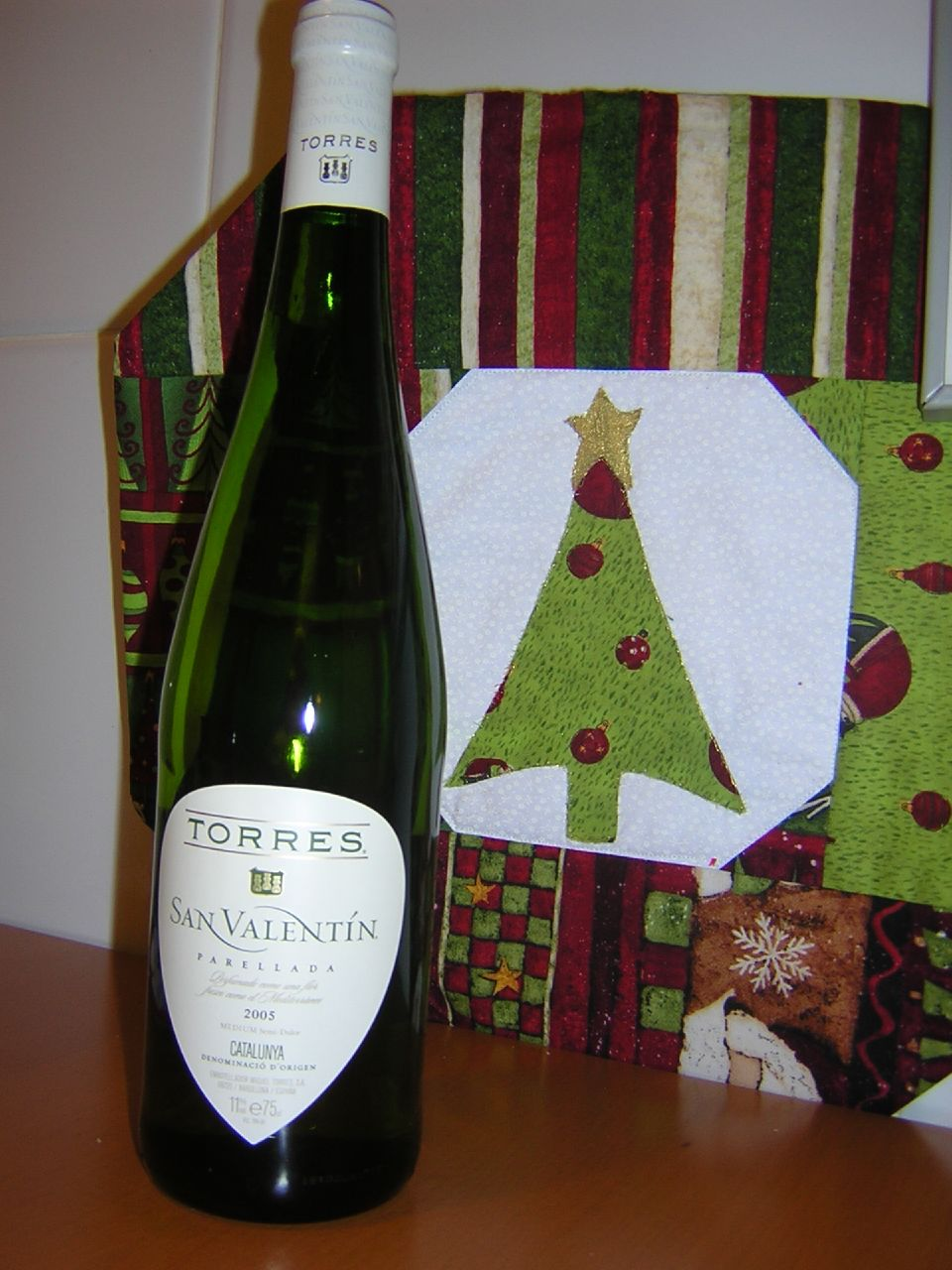
Cuvée San Valentin des Bodegas Torres.

C’est le domaine familial dont les vignobles sont les plus vastes de l'appellation du Penedès (DO). En Espagne, en dehors de Penedès, les Bodegas Torres possèdent des vignobles Conca de Barberà (DO), Toro (DO) (es), Jumilla (DO), Ribera del Duero (DO), Priorat (DOC) et plus récemment en Rioja (DOC). Ce qui permet à Torres d'être le premier producteur espagnol de vins à Denominación de Origen (DO) sous son propre label et d'exporter dans plus de 140 pays.

## Domaines à l'étranger
La société est également implantée dans la vallée centrale du Chili où ses vignobles sont regroupés sous la dénomination « Chili Miguel Torres » et en Californie où, en 1986, Marimar Torres a fondé Marimar Estate.